# Марк Аргентарий
Марк Аргента́рий (лат. Marcus Argentarius, др.-греч. Μάρκος Ἀργεντάριος) — античный поэт-эпиграмматист. В Палатинской антологии и Планудовом приложении сохранилось 37 его эпиграмм, на основании языка и стиля датируемых I веком н. э. Имя поэта — римское, но, как и многие образованные римляне его эпохи, стихи он писал по-гречески.
Грудью к груди и сосками к соскам Антигоны прильнул я,

        Губы прижаты к губам — сладость вкушаю сполна!

Тело моё с её телом сливается… Я умолкаю…

        Видел светильник один всё, что случилось затем.

Эпиграммы Марка Аргентария по большей части игриво-любовного, умеренно эротического содержания. Видное место занимает также тема пирушек, вина, прославления Вакха.
Поэт охотно использует игру слов, что затрудняет перевод его эпиграмм на современные языки; в русском переводе публиковались только 19 из 37 стихотворений. К примеру, в одной из эпиграмм (AP XI, 320) обыгрывается созвучие имени девушки «Антигона» с фразой «поджав колени» («антиа гоната»); в другой (AP IX, 270) шутка построена на двойном значении греческого слова «космос» — «Вселенная, миропорядок» и «добропорядочность (жизни)».
С некоторой долей вероятности эпиграмматист Марк Аргентарий отождествляется с ритором Аргентарием, которого неоднократно упоминает (без преномена) Сенека Старший, приводя примеры из его латинских речей и характеризуя как оратора азианского стиля. Кроме того, Марк Аргентарий мог быть дедом Поллы Аргентарии, жены поэта Лукана, приходившегося Сенеке Старшему внуком. Обе эти не доказанные, но правдоподобные гипотезы приняты, в частности, в историческом романе Татьяны Александровой «День рождения Лукана» (2013).